# Ben Harper
Pour les articles homonymes, voir Harper.
Benjamin Harper, dit Ben Harper, né le 28 octobre 1969 à Claremont, en Californie, est un auteur-compositeur-interprète américain.
Il accompagne différents groupes (The Innocent Criminals, The Blind Boys of Alabama, Relentless Seven) avec lesquels il pratique une musique mêlant les influences folk, blues, gospel, rock, funk et reggae. Depuis 2008, Ben Harper s'est lancé dans un nouveau projet musical vers un son plus rock au sein du groupe Relentless Seven. À partir de 2015, il joue de nouveau avec The Innocent Criminals. Il est aussi acteur, il a joué le rôle de Tyrone Downs dans la série télévisée Extrapolations, diffusée en 2023 sur Apple TV+. Il a aussi prêté plusieurs de ses chansons dans des films et séries télévisées.

## Biographie

### Famille
Ben Harper commence à jouer de la guitare pendant son enfance en Californie et plus spécialement de la guitare acoustique Weissenborn, qui restera l'un de ses instruments de prédilection,. En 1958, ses grands-parents maternels, Charles et Dorothy Chase, avaient fondé un magasin de musique, The Folk Music Center and Museum, à Claremont en Californie, où il grandit au milieu des guitares et des banjos. Le Folk Music Center est aussi un musée d'instrument de musique très réputé et contient des instruments d'origines mondiales ainsi que des instruments à cordes anciens. Le magasin est ensuite dirigé par sa mère Ellen Chase-Verdries,. Son frère, Peter Harper, est aussi musicien et guitariste.

### Débuts
Ben Harper donne son premier concert en 1986, au Patrick Brayer’s Starvation Cafe, à Fontana en Californie. En 1992, en compagnie d'un ami guitariste, Tom Freund, il enregistre un premier LP (Pleasure and Pain). Ce disque attire l'attention des producteurs, ce qui l'amène à signer un contrat avec Virgin Records pour sortir son premier véritable album Welcome to the Cruel World qui reçoit un accueil très favorable, notamment en France. En décembre 1993, il est invité aux Rencontres Trans Musicales de Rennes qui lui offrent ainsi sa première scène de grande ampleur. Il y rencontre alors le propriétaire d'un restaurant de falafels qui, selon ses dires, a « changé [s]a façon de voir le monde ». Il confessera même être « né à nouveau » ce soir-là. De passage en France 25 ans plus tard, il lance un appel pour retrouver ce propriétaire. Celui-ci aurait été identifié, via un appel sur les réseaux sociaux organisé par le Mensuel de Rennes avec le hashtag #BenaRennes, comme étant un homme décédé en 2008, dont le snack Harmony, situé place Sainte-Anne, était le premier restaurant de falafels et de shawarma installé à Rennes,,.

### The Innocent Criminals
Il enchaîne en 1995 avec l'album Fight for your Mind plus mature et plus engagé politiquement. Le grand public le découvre vraiment en 1997 après la sortie de son troisième opus The Will to Live. C'est également la révélation du groupe qui l'accompagne : The Innocent Criminals, composé de Juan Nelson à la basse, Leon Mobley aux percussions et Oliver Charles à la batterie alors que Ben Harper assure le chant et la guitare.
En 1996, il épouse en premières noces Joanna Harper. Ils auront ensemble deux enfants, un garçon prénommé Charles Joseph Harper en 1997 et une fille Harris Harper en 2000. Le couple divorce en 2001 après cinq ans de mariage.
Durant les années suivantes, Ben Harper et The Innocent Criminals engagent une tournée mondiale et de nombreuses collaborations notamment avec R.E.M., Pearl Jam, Radiohead ou John Lee Hooker. Parallèlement à cela, les membres du groupe changent avec les arrivées de Dean Butterworth à la batterie et de David Leach aux percussions. 1999 voit la sortie de Burn to Shine, dont les titres Steal My Kisses et Suzie Blue rencontrent un grand succès. Peu de temps après, l'album live Live from Mars enregistré lors de la tournée avec le groupe Dave Matthews Band reçoit une très bonne critique.
En 1999 au Santa Barbara Bowl, Ben Harper rencontre Jack Johnson. Ce dernier est encore inconnu du grand public, mais Ben Harper obtient de lui une démo de douze chansons, qu'il transmettra à son producteur, Jean-Pierre Plunier, avec qui Jack Johnson enregistra finalement son premier album.
Diamonds on the Inside, sorti en 2003, apporte une diversification musicale puisque Ben Harper s'approche du reggae et du funk, avec la collaboration sur deux titres de Al Anderson et de Ladysmith Black Mambazo. Ce disque marque aussi le retour de la formation qui enregistra Fight for your Mind puisque Oliver Charles et Leon Mobley sont de retour dans le groupe et ni Dean Butterworth ni David Leach ne sont présents sur cet album. Il s'agit du premier album produit par Ben Harper alors que les quatre premiers l'ont été par l'ami de Ben, Jean-Pierre Plunier. Paradoxalement, alors que les Innocent Criminals enregistrent un album avec Ben Harper pour la quatrième fois, ils n'apparaissent pas dans le nom de l'album où seul le nom de Ben Harper figure, alors qu'ils le furent pour l'album précédent Burn to Shine. La sortie de cet album est suivie d'une tournée mondiale, lors de laquelle les Innocent Criminals s'enrichissent pour la première fois d'un claviériste, Jason Yates, et d'un second guitariste, Marc Ford, (ancien membre des Black Crowes) qui succède à Nicki P., qui était apparu très brièvement sur scène avec le groupe lors des concerts qui précédèrent la tournée.
Le 3 avril 2004, Harper et Jack Johnson ont joué avec Toots and the Maytals dans Saturday Night Live (saison 29, épisode 16), un épisode avec Donald Trump comme invité principal,.
Plus récemment, Ben Harper a collaboré avec The Blind Boys of Alabama pour sortir There Will Be a Light, un album très orienté vers le gospel. Cet album sort alors que les Blind Boys sont déjà apparus quelquefois sur scène par le passé avec Ben Harper et les Innocent Criminals pour revisiter quelques-unes de leurs chansons dans un style plus gospel. À l'origine, le projet consistait en une collaboration de Ben Harper et des Innocent Criminals sur certaines chansons du futur album des Blind Boys of Alabama. Mais avec l'ambiance qui se dégagea de cette collaboration, ils décidèrent d'enregistrer un album complet, sous le nom de Ben Harper.
Une nouvelle fois cet album est enregistré avec les Innocent Criminals, mais enrichi pour l'occasion par les Blind Boys of Alabama qui chantent les harmonies.
Le début de la tournée qui suit la sortie de There Will Be a Light est assuré par Marc Ford en tant que second guitariste, alors que Michael Ward (qui enregistra sur certains titres avec le groupe sur There Will Be a Light) assure la seconde partie de cette tournée, notamment la tournée d'été 2005.
Ben Harper a réalisé trois DVD : le premier est un documentaire nommé Pleasure and Pain, du même nom que son premier album réalisé avec Tom Freund. Ce documentaire expose l'ambiance d'une tournée avec Ben Harper et les Innocent Criminals ainsi que les racines et une part de la philosophie de Ben Harper. Le second DVD est un live, Live at the Hollywood Bowl, le premier DVD live du groupe, réalisé lors de la tournée Diamonds on the Inside. Le troisième DVD et également album live, Live at the Apollo, est enregistré avec la présence sur scène des Blind Boys of Alabama (en plus des Innocent Criminals), à l'Apollo Theater de Harlem en octobre 2005.
Ben Harper épouse en secondes noces l'actrice Laura Dern le 23 décembre 2005. Il a deux enfants avec elle : Ellery Walker, né le 21 août 2001 et Jaya, née le 28 novembre 2004.

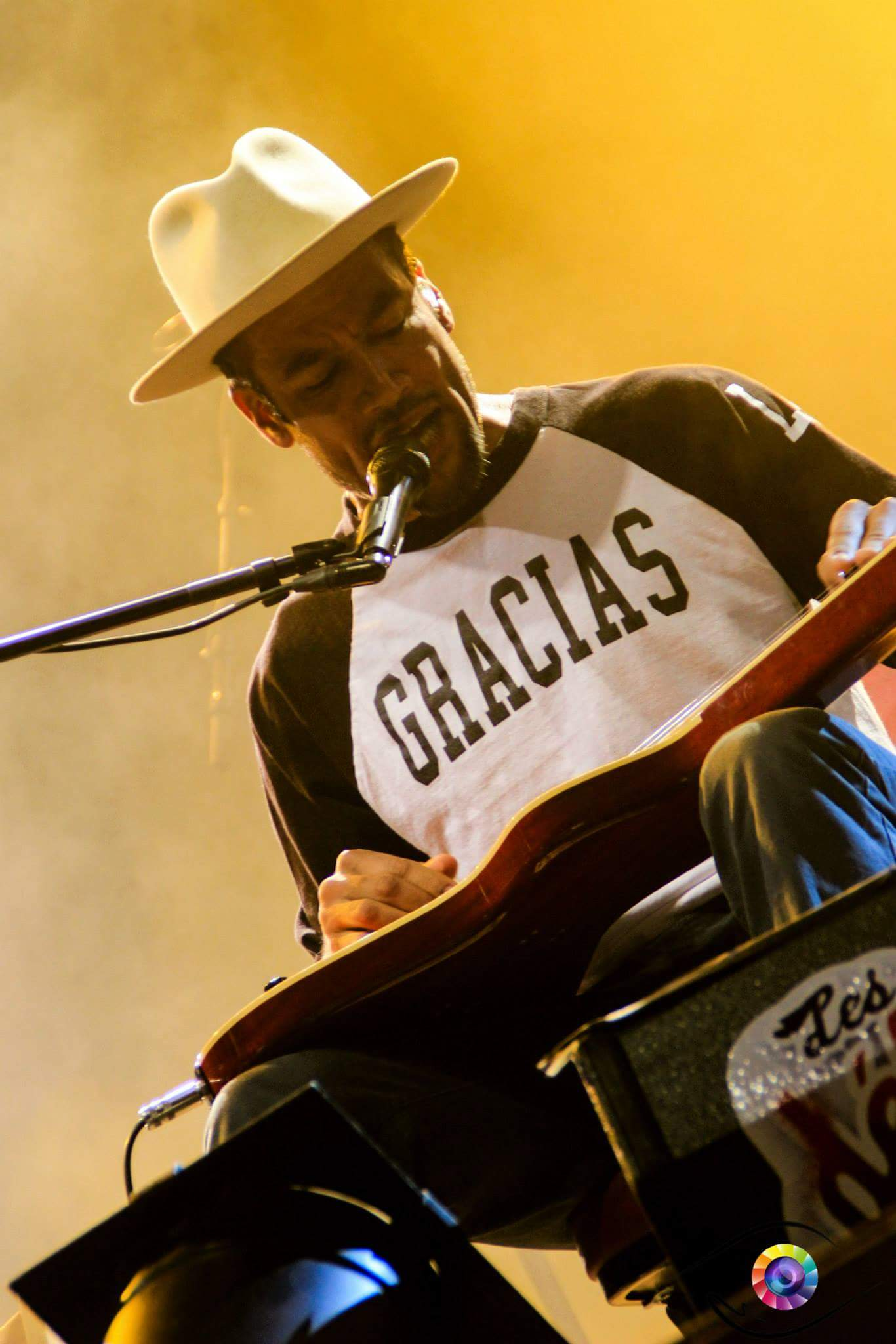
Ben Harper en 2013, au festival Les Déferlantes à Argelès-sur-Mer.

Immédiatement après les neuf mois de tournée consacrée à Both Sides of the Gun, Ben Harper et les Innocent Criminals se sont dirigés vers un studio parisien, le studio Gang, pour enregistrer Lifeline en sept jours, sur un magnéto de seize pistes analogique.

### Relentless7
Fin 2008, il annonce sa séparation d'avec son groupe, les Innocent Criminals, pour former un nouveau groupe, les Relentless7, au style plus rock. Le premier album, White Lies for Dark Times, paraît le 27 avril 2009, en France.
Le 4 avril 2009, il participe, au Radio City Music Hall à New York, au concert de bienfaisance nommé Change Begins Within (« le changement commence de l'intérieur »). Il est organisé au profit de la Fondation David-Lynch pour promouvoir l'enseignement de la méditation transcendantale à un million d'enfants en difficultés. Il joue aux côtés de Sheryl Crow dans ce concert où participent également Paul McCartney, Ringo Starr, Moby, Eddie Vedder, Donovan et Mike Love.
En février 2010, il forme Fistful of Mercy avec Dhani Harrison, fils de George Harrison, et Joseph Arthur. L'album As I Call You Down sort le 5 octobre 2010 avec Jessy Greene au violon et Jim Keltner aux percussions.
Le 17 mai 2011, Ben Harper sort un nouvel album solo intitulé Give It 'Till It's Gone. Bien qu'il n'apparaisse pas sur la pochette de l'album, le groupe Relentless7 a apparemment encore une fois accompagné Ben Harper en studio. De plus, l'album contient deux morceaux réalisés avec Ringo Starr.
En octobre 2012, Ben Harper a choisi ses ballades préférées pour la sortie d’une rétrospective de By My Side, où on retrouve en plus des standards que sont Diamonds on the Inside, Forever ou encore Waiting on a Angel, deux inédits : Crazy Amazing et une version studio de Not Fire Not Ice.
En 2013, Ben Harper sort un nouvel album intitulé Get Up ! avec à l’harmonica Charlie Musselwhite, toujours accompagné des Relentless7, produit par le label Stax Records. En mai 2014, parait l'album Childhood Home où il chante avec sa mère Ellen, dans la pure tradition folk, sans électrification des instruments.
En 2015, Ben Harper et The Innocent Criminals se réunissent pour une tournée mondiale. En septembre 2015, la sortie d'un nouvel album, Call It What It Is, prévue pour le 8 avril 2016 est annoncée sur les réseaux sociaux.
Depuis janvier 2015, Ben Harper est marié à l'actrice Jaclyn Matfus, de quatorze ans sa cadette, qu'il fréquente depuis 2014. Le 17 juin 2017, Jaclyn donne naissance à leur premier enfant, il s'agit du cinquième pour Ben.

## Style musical

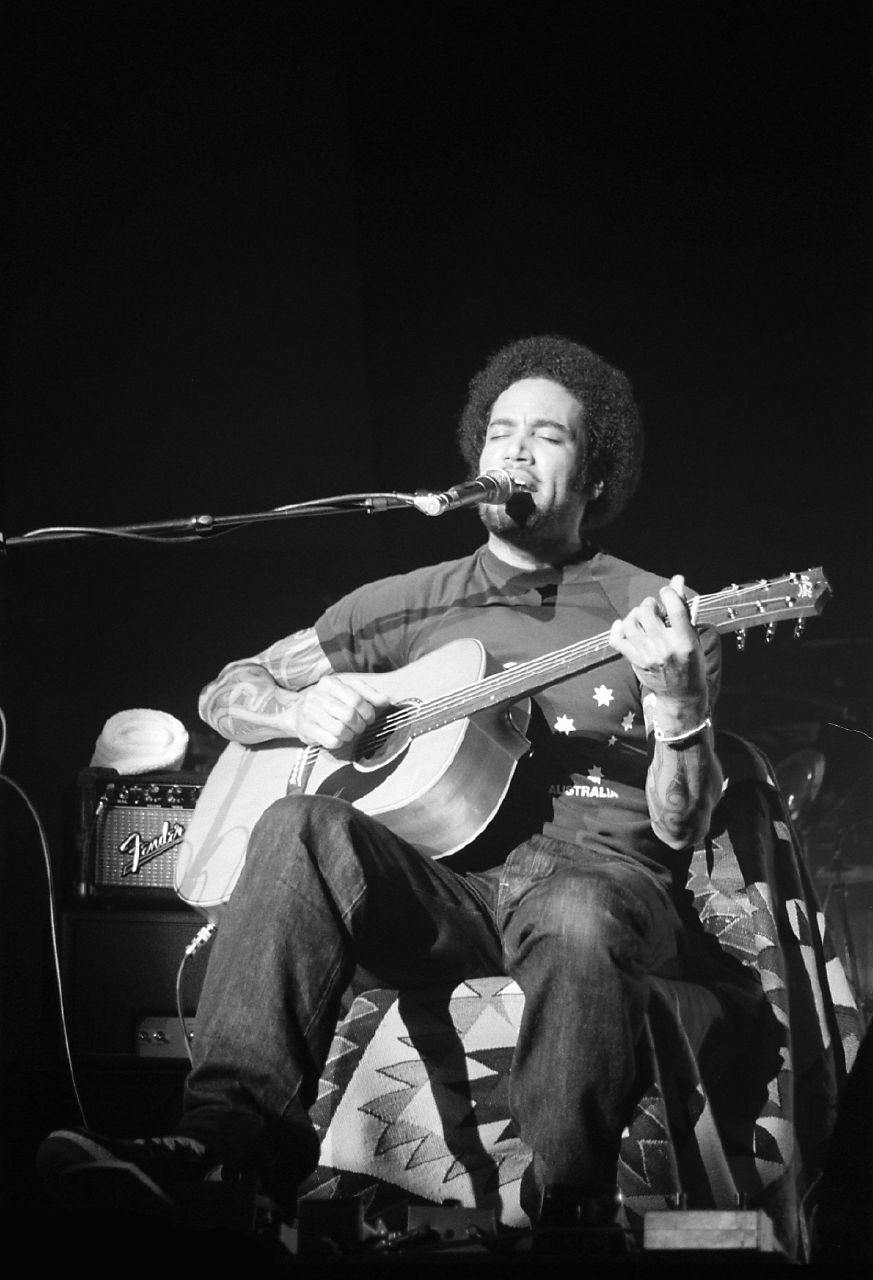
Ben Harper lors d'un concert le 21 septembre 2005.

Le style de Ben Harper est très lié à son jeu de guitare. Ce dernier se base sur les sonorités des guitares de marque Weissenborn et autres Lap-steel et sur la technique de slide. La guitare repose à plat sur les genoux du guitariste, cordes vers le haut, et ce ne sont plus les doigts qui font pression sur les cordes, mais une barre de métal appelée slide bar . Jouée de cette façon, la guitare acquiert un son métallique caractéristique, les changements de note s'effectuant par glissement, ou slide, les variations sont bien plus subtiles que dans le cas d'une technique standard. Un son similaire peut être obtenu avec le jeu au bottleneck que Ben Harper pratique aussi. Cette technique de slide, héritée des bluesmen du Delta du Mississippi (et reprise par d'autres musiciens comme Ry Cooder) alliée à une voix chaude très particulière pose les fondations du « style Ben Harper ».
Les premiers albums de Ben Harper s'appuient donc largement sur des enregistrements acoustiques mais les Weissborn sont parfois électrifiées comme sur Ground On Down.
Dès The will to Live, Ben Harper montre une grande diversité dans son jeu et dans la variété des ambiances musicales de ses morceaux. Cette diversification est marquée, par exemple, par un retour à un jeu de guitare plus traditionnel et épuré par lequel il rend hommage aux guitar heroes du rock des années 1960-1970. Par exemple, sur un album EP, il reprend Voodoo Chile de Jimi Hendrix et en concert Whole Lotta Love de Led Zeppelin.
Une autre influence importante de Ben Harper est le reggae. Outre les nombreuses reprises de Bob Marley que les Innocent Criminals jouent sur scène, Ben Harper a enregistré le morceau Love Gonna Walk Out On Me avec les légendaires Toots and the Maytals. Harper a été invité en guest star sur l'album True Love de Toots and the Maytals, qui a gagné le Grammy du meilleur album reggae en 2004, et qui inclut de nombreux musiciens notables dont Willie Nelson, Eric Clapton, Jeff Beck, Trey Anastasio, Gwen Stefani / No Doubt, Bonnie Raitt, Manu Chao, The Roots, Ryan Adams, Keith Richards, Toots Hibbert, Paul Douglas, Jackie Jackson, Ken Boothe, et The Skatalites.
Plus récemment, Ben Harper a aussi joué d'autres instruments en studio et en tournée. On peut ainsi l'entendre jouer du synthé-basse sur Bring The Funk, dont le son évoque immédiatement George Clinton et plus généralement le funk de groupes comme Sly and the Family Stone dont Ben Harper et les Innocent Criminals ont repris sur la scène du Casino de Paris, le titre Thankful 'n' Thoughtful.
Dans le film Standing in the Shadows of Motown, Ben Harper rend un hommage vibrant à la musique soul des Funk brothers en interprétant à l'écran I Heard It Through the Grapevine de Marvin Gaye.
Les chansons de Ben Harper couvrent toutes les variations de la musique noire américaine, partant du blues et se prolongeant jusqu'à couvrir toutes les musiques dérivées de ce dernier : folk, rock, funk, reggae (With My Own Two Hands), gospel (avec les Blind Boys of Alabama notamment), quelques accents de hip-hop (le beat box sur Steal My Kisses), de la soul (Sexual Healing), et bien d'autres couleurs musicales.

### Premiers pas en tant qu'acteur
En 2023, Ben Harper fait ses débuts en tant qu'acteur puisqu'il a joué un petit rôle dans la télésérie Extrapolations du réalisateur Scott Z. Burns. Il interprète le personnage de Tyrone Downs dans l'épisode 2070: Ecocide. On retrouve aussi dans cette série télévisée des acteurs et actrices tels que Meryl Streep, Judd Hirsch, Diane Lane, Edward Norton, Marion Cotillard, Forest Whitaker, Tobey Maguire, etc.

## Discographie

### Albums enregistrés en studio
- 1992 : Pleasure and Pain
- 1994 : Welcome to the Cruel World
- 1995 : Fight for your Mind
- 1997 : The Will to Live
- 1999 : Burn to Shine (avec The Innocent Criminals)
- 2003 : Diamonds on the Inside
- 2004 : There will be a Light (avec The Blind Boys of Alabama)
- 2006 : Both Sides of the Gun
- 2007 : Lifeline (avec The Innocent Criminals)
- 2009 : White Lies for Dark Times (avec Relentless Seven)
- 2010 : As I Call You Down (au sein du groupe Fistful Of Mercy)
- 2011 : Give Till It's Gone
- 2013 : Get Up ! (avec Charlie Musselwhite)
- 2014 : Childhood Home (avec Ellen Harper)
- 2016 : Call It What It Is (avec The Innocent Criminals)
- 2018 : No Mercy in This Land (avec Charlie Musselwhite)

- Coup de cœur Jazz et Blues 2018 de l'Académie Charles-Cros proposé le 14 décembre 2018 lors de l’émission Open Jazz d’Alex Dutilh sur France Musique.
- 2020 : Winter Is For Lovers
- 2022 : Bloodline Maintenance
- 2023 : Wide Open Light

### Albums enregistrés en public
- 2001 : Live from Mars (live)
- 2003 : Live At The Hollywood Bowl
- 2005 : Live at the Apollo (avec les Blind Boys of Alabama)
- 2010 : Live from the Montreal International Jazz Festival (avec Relentless Seven)
- 2013 : Live from the Granada Theater: Dallas, Texas September 10, 2013 (avec Charlie Musselwhite)

### Compilations
- 2012 : By My Side (Best Of)

### Singles
- 1994 - Like a King
- 1995 - Excuse Me Mister
- 1997 - Jah Work
- 1997 - Faded
- 1998 - Mama's Trippin
- 1999 - Please Bleed
- 2000 - Burn to shine
- 2000 - Forgiven
- 2000 - Steal My Kisses
- 2003 - With My Own Two Hands
- 2004 - Diamonds On The Inside
- 2004 - So High So Low
- 2004 - Brown Eyed Blues
- 2004 - Wicked man
- 2005 - There will be a light
- 2006 - Better Way
- 2006 - Both Sides Of The Gun
- 2006 - Morning Yearning
- 2007 - Fight Outta You
- 2007 - In the Colors
- 2007 - Fool for a lonesome train
- 2009 - Shimmer And Shine
- 2009 - Fly One Time
- 2011 - Don't Give Up On Me Now
- 2013 - I don't believe a word you say

### Participations
- Follow The Drinking Gourd (1991)
- Big Blues Extravaganza!: The Best Of Austin City Limits (1998)
- John Lee Hooker - The Best of Friends (1998)
- Beth Orton - Central Reservation (1999)
- Gov't Mule - Life Before Insanity (2000)
- One Love - The Bob Marley All-Star Tribute (2000)
- Jack Johnson - Brushfire Fairytales (2001)
- Pearl Jam - 2001 Fan Club Single (2001
- The String Cheese Incident - On The Road: Noblesville, IN 07-13-02 (2002)
- Marc Ford - It's About Time (2002)
- Blackalicious - Blazing Arrow (2002)
- The Blind Boys of Alabama - Higher Ground (2002)
- Standing in the Shadows of Motown (2002)
- Standing in the Shadows of Motown (2003)
- Rickie Lee Jones - The Evening of My Best Day (2003)
- Pearl Jam - Live at the Garden (2003)
- Charlie Musselwhite - Sanctuary (2004)
- Toots and the Maytals - Love Gonna Walk Out On Me (2004)
- Willie Nelson & Friends - Outlaws and Angels (2004)
- Sing-A-Longs & Lullabies for the Film Curious George (2006)
- A.J. Croce - Cantos (2006)
- G. Love's Lemonade (2006)
- John Mayer - Waiting On The World To Change [Limited Edition] (2006)
- Bonnie Raitt and Friends (2006)
- John Mayer - Contiuum (2006)
- Piers Faccini - Tearing Sky (2006)
- Willie Nelson - Whatever Happened To Peace On Earth? (2006)
- Vanessa Paradis - Waiting on an angel (2007)
- Stephen Marley - Mind Control (2007)
- Culver City Dub Collective - Dos (2007)
- Vanessa da Mata - Boa Sorte/Good Luck (2007)
- Goin' Home: A Tribute to Fats Domino (2007) - interprète Be My Guest avec les Skatalites
- Jovanotti - Fango (2008)
- Fistful Of Mercy, pour As I Call You Down (2010)
- Mylène Farmer - Never Tear Us Apart (INXS Original Sin) (2010)
- Pearl Jam - Main Square Festival Arras - Red Mosquito (2010)
- Interprète Ohio sur le Blu-ray A Musicares Tribute to Neil Young (2011)
- SUDOESTE TMN 2012, Zambujeira do mar, Portugal (2/08/2012)

## Vidéographie
- 2002 : Pleasure and pain
- 2003 : Live at the Hollywood Bowl
- 2005 : Live at the Appolo
- 2010 : Live from the Montreal International Jazz Festival (avec les Relentless 7)

### Filmographie
(octobre 2023).
| Année     | Titre                                                  | Notes |
| --------- | ------------------------------------------------------ | --- |
| 1998–2001 | Daria                                                  | Épisode: "See Jane Run" (Song: "Faded") Episode: "Camp Fear" (Song: "Burn to Shine")                                                                                          |
| 2001      | I Am Sam                                               | Song: "Strawberry Fields Forever" |
| 2002      | Standing in the Shadows of Motown                      | Songs: "Ain't Too Proud to Beg"/"I Heard It Through the Grapevine" |
| 2002      | Searching for Debra Winger                             | Song: "The Three of Us" |
| 2003      | rage                                                   | Épisode: "Grinspoon Guest Program Rage" Song: "Ground on Down" |
| 2003      | One Tree Hill                                          | Épisode: "Crash Into You" Song: "Empty Apartment" |
| 2003      | Joan of Arcadia                                        | Épisode: "Death Be Not Whatever" Song: "Blessed to Be a Witness" |
| 2004      | Saturday Night Live                                    | Épisode: "Donald Trump/Toots and the Maytals" Song: "Love Gonna Walk Out on Me"                                                                                               |
| 2004      | Sleepover                                              | Song: "Walk Away" |
| 2005      | Trust the Man                                          | Song: "Everything" |
| 2006      | Akeelah and the Bee                                    | Song: "Everything" |
| 2006      | The O.C.                                               | Episode: "The Dawn Patrol" Song: "Waiting For You" |
| 2006      | CSI: NY                                                | Episode: "And Here's to You, Mrs. Azrael" Song: "Walk Away" |
| 2006      |                                                        | |
| 2006      | Ultimate Sessions                                      | Song: "Whipping Boy" |
| 2007      | Arctic Tale                                            | Song: "Happy Ever After in Your Eyes" |
| 2008      | Henry Poole Is Here                                    | Song: "Morning Yearning" |
| 2008      | Wetlands Preserved: The Story of an Activist Nightclub | Song: "People Lead" |
| 2008      | Daylight Robbery                                       | Song: "Diamonds On The Inside" |
| 2009      | State of Play                                          | Song: "Please Don't Talk About Murder While I'm Eating" |
| 2009      | House                                                  | Episode: "Brave Heart" Song: "Faithfully Remain" |
| 2010      | Late Night with Jimmy Fallon                           | Épisode: 2.152 (Song: "Father's Song") Episode: 2.7 (Songs: "With a Little Help from My Friends", "Walk With You")                                                            |
| 2010      | Les Petits Mouchoirs                                   | Song: "Amen Omen" |
| 2010      | Vampire Diaries                                        | Épisode: Katerina Song: "Amen Omen" |
| 2010      | The Fighter                                            | Song: "Glory & Consequence" |
| 2010      | Close to the Dream                                     | Song: "Better Way" |
| 2010–2011 | Conan                                                  | Épisode: October 11, 2010 (Song: "Father's Son") Episode: May 25, 2011 (Song: "Rock n' Roll is Free")                                                                         |
| 2011      | Wretches & Jabberers                                   | Song: "More Like You" |
| 2012      | The Girl                                               | Song: "Waiting on an Angel" |
| 2012      | Redfern Now                                            | Épisode: Raymond Song: "Not Fire Not Ice" |
| 2012      | Bones Brigade: An Autobiography                        | |
| 2010–2013 | Late Show with David Letterman                         | Épisode February 2, 2012 (Song: "Lay There & Hate Me") Episode May 18, 2011 (Song: "Rock n' Roll is Free") Episode April 29, 2013 (Song: "We Can't End This Way")             |
| 2011–2013 | The Tonight Show with Jay Leno                         | Épisode May 24, 2011 (Song: "Rock n' Roll is Free") Episode November 18, 2011 (Song: "Save the Hammer for the Man") January 22, 2013 (Song: "I Don't Believe a Word You Say") |
| 2014      | The Late Late Show with Craig Ferguson                 | Épisode: June 13, 2014 Song: "Learn It All Again Tomorrow" |
| 2023      | Extrapolations                                         | Épisode: "2070: Ecocide" (Personnage: Tyrone Downs) |